# Ronan Pensec
Ronan Pensec (* 10. Juli 1963 in Douarnenez) ist ein ehemaliger französischer Straßenradrennfahrer.

## Karriere
Pensec war in der Zeit von 1985 bis 1997 professioneller Radrennfahrer. Besondere Erfolge erzielte er unter anderem bei der Tour de France, bei seinen acht Teilnahmen erreichte er jeweils das Ziel, die Nachwuchswertung beendete er 1986 als Zweiter, bei der Bergwertung wurde er 1988 Vierter. Bei all seinen Teilnahmen konnte er sich insgesamt zweimal unter den ersten Zehn platzieren.
1990 entkam er als Teamkollege von Greg LeMond während der ersten Etappe der Tour de France mit Frans Maassen, Steve Bauer und Claudio Chiappucci. Die vier Männer hatten im Ziel zehn Minuten Vorsprung auf die Favoriten. Pensec konnte das gelbe Trikot an seinem Geburtstag und den Tag danach tragen.
Nach dem Ende seiner aktiven Karriere arbeitete er als Berater für das französische Fernsehen. Zudem ist er Präsident des französischen Teams Bretagne-Schuller.

## Erfolge
1985
- Étoile des Espoirs
- eine Etappe Circuit Cycliste Sarthe

1987
- Étoile des Espoirs

1988
- Grand Prix de Rennes
- Route du Sud

1990
- eine Etappe Tour Méditerranéen

1992
- Bretagne Classic – Ouest-France

1994
- eine Etappe Critérium du Dauphiné Libéré

## Platzierungen bei den Grand Tours
| Grand Tour            | 1985 | 1986 | 1987 | 1988 | 1989 | 1990 | 1991 | 1992 | 1993 | 1994 |
| --------------------- | ---- | ---- | ---- | ---- | ---- | ---- | ---- | ---- | ---- | ---- |
| Vuelta a EspañaVuelta | 44   | −    | −    | −    | −    | −    | −    | −    | −    | −    |
| Giro d’ItaliaGiro     | −    | −    | −    | −    | −    | −    | −    | −    | −    | −    |
| Tour de FranceTour    | 6    | 6    | −    | 7    | 58   | 20   | 41   | 52   | 47   | 66   |

## Straßenradsport-Weltmeisterschafts-Platzierungen
| Weltmeisterschaft   | 1985 | 1986 | 1987 | 1988 | 1989 | 1990 | 1991 | 1992 | 1993 | 1994 |
| ------------------- | ---- | ---- | ---- | ---- | ---- | ---- | ---- | ---- | ---- | ---- |
| StraßenrennenStraße | –    | DNF  | –    | 6    | –    | 53   | –    | 36   | –    | –    |